# Antonia (żona Gallusa)
Antonia, córka Gajusza Antoniusza Hybrydy,  siostra Antonii Hybrydy. Poślubiła Lucjusza Kaniniusza Gallusa, o czym wspomina Waleriusz Maksymus (Valerius Maximus).